# Rhinoleucophenga sonoita
Rhinoleucophenga sonoita är en tvåvingeart som först beskrevs av Wheeler 1949.  Rhinoleucophenga sonoita ingår i släktet Rhinoleucophenga och familjen daggflugor.
Artens utbredningsområde är Texas. Inga underarter finns listade i Catalogue of Life.